# ضريح السيد داود فهلوي
ضريح السيد داود فهلوي (بالفارسية: آرامگاه سید داود فهلوی) هو ضريح تاريخي يعود إلى القرن السابع الهجري، ويقع في مقاطعة فيروز أباد.